# Raul do Valle
Raul do Valle (født 27 marts 1936 i Sao Paulo, Brasilien) er en brasiliansk komponist og dirigent.
do Valle studerede komposition og direktion på Santos Musikkonservatorium hos Camargo Guarnieri.
Efter endt eksamen (1973), studerede han videre hos Nadia Boulanger på Fountainebleu American Conservatory (1974).
Han har skrevet orkesterværker, korværker, kammermusik etc.